# Ekuipp
Ekuipp株式会社（英語 : Ekuipp corporation）は、東京都大田区に本社を置くITベンチャー企業である。

## 概要
製造業向け中古工作機械、計測器、測定器のB2BオンラインマーケットプレイスEkuipp（エクイップ）を運営している。

## 沿革
- 2018年3月 Anyble株式会社設立
- 2018年10月 株式会社浜屋、株式会社ユーズドネット、SOLTEC INVESTMENTS PTE.LTD.を引受先とした第三者割当増資を実施[2]
- 2019年6月 Ekuipp（エクイップ）のサービスを開始
- 2019年7月 城南創業支援ファンドである「しらうめ第１号投資事業有限責任組合」を引受先とした第三者割当増資による資金調達を実施[3]
- 2020年4月 Ekuipp株式会社に商号変更[4]
- 2022年7月 中古機械買取サイト「機械買取センター」の開設のお知らせ[5]